# Siljengojaureh (Vilhelmina socken, Lappland, 721572-144072)
Siljengojaureh är en sjö i Vilhelmina kommun i Lappland och ingår i Ångermanälvens huvudavrinningsområde.